# Scott McMann
Scott McMann (* 9. Juli 1996 in Kirkintilloch) ist ein schottischer Fußballspieler, der bei Ayr United unter Vertrag steht.

## Karriere

### Verein
Scott McMann begann seine Karriere in der Jugend des Amateurvereins FC Rossvale. Im Jahr 2007 wechselte er zu Hamilton Academical. Bereits im Alter von 16 Jahren erhielt er 2012 seinen ersten Vertrag als Profi bei den „Accies“. Am 16. April 2013 gab der eigentlich noch in der U17 spielende McMann sein Profidebüt für den Verein. Im Zweitligaspiel gegen den FC Livingston, stand er in der Startelf von Interimstrainer Alex Neil. Sein nächster Einsatz folgte erst zwei Jahre später, als er wiederum nur für die U20-Mannschaft eingeplant war. In der Partie der ersten Liga gegen St. Mirren wurde er dabei für Kieran MacDonald eingewechselt. In der Saison 2015/16 wurde McMann an den schottischen Viertligisten FC Clyde verliehen. Mit Clyde erreichte er das Finale der Aufstieg-Play-offs das gegen den FC Queen’s Park verloren wurde. Nach seiner Leihe schaffte er in der Saison 2016/17 bei „Hamilton“ den Durchbruch. In der Scottish Premiership befanden sich die „Accies“ in jeder Saison stetig im Abstiegskampf. Ausgerechnet in der Saison 2020/21 in der McMann absoluter Stammspieler war und lediglich zwei Ligaspiele verpasste, stieg die Mannschaft nach acht Jahren Erstklassigkeit ab. McMann ging jedoch nicht mit in die zweite Liga, sondern verließ den Verein in der Sommerpause in Richtung Dundee United das gerade in die erste Liga aufgestiegen war.

### Nationalmannschaft
Scott McMann spielte im Jahr 2012 einmal für die schottische U16- und U17-Nationalmannschaft.